# Yosuke Ideguchi
Yosuke Ideguchi (født 23. august 1996) er en japansk fodboldspiller. Han var en del af den japanske trup ved Sommer-OL 2016.